# Charl Delemarre
Charl Delemarre (1990) is een Nederlands singer-songwriter. In 2017 verscheen zijn debuutalbum Charl, dat in 2022 werd opgevolgd door Paradijs. Hij heeft opgetreden op diverse festivals waaronder Eurosonic Noorderslag en Pinkpop.

## Biografie
Delemarre studeerde aan het Rotterdams Conservatorium. In 2012 deed hij mee aan de talentenjacht De beste singer-songwriter van Nederland die gewonnen werd door Douwe Bob. Hij zong toen nog in het Engels. Twee jaar later schakelde Delemarre over naar zingen in het Nederlands.
In 2014 won hij zowel de Grote Prijs van Rotterdam als de Grote Prijs van Nederland. Hierna stond Delemarre veelvuldig op het podium. In 2016 stond hij op Eurosonic Noorderslag en toerde hij met De Dijk, waarvoor hij in het voorprogramma speelde. In 2017 trad hij op tijdens Pinkpop en werd hij door NPO Radio 2 uitgeroepen tot 'Nieuwe Naam'. In hetzelfde jaar verscheen zijn debuutalbum Charl.
In de winter van 2019 trok Delemarre zich tijdelijk terug. Hij nam intrek in Maria Roepaan, een voormalig klooster in Ottersum. Daar nam hij samen met Stan de Kwaadsteniet het album Paradijs op dat in 2022 werd uitgebracht.

## Discografie
- Charl, 2017
- Paradijs, 2022